# Oncostoma olivaceum
Oncostoma olivaceum е вид птица от семейство Tyrannidae.

## Разпространение
Видът е разпространен в Колумбия и Панама.